# Сордо, Джанлука
Джанлука Сордо (итал. Gianluca Sordo, 2 декабря 1969, Каррара, Италия) — итальянский футболист, игравший на позиции полузащитника.

## Клубная карьера
Родился 2 декабря 1969 года в городе Каррара. Воспитанник юношеских команд футбольных клубов «Пертиката» и «Торино».
В 1987 году начал привлекаться в основную команду «Торино», в которой сразу закрепиться не удалось. Зато в течение 1988—1989 годов защищал на условиях аренды цвета команды «Тренто».
В 1989 году вернулся из аренды в «Торино». На этот раз сыграл за туринскую команду следующие пять сезонов своей игровой карьеры. Большинство времени, проведённого в составе «Торино», был основным игроком команды. За это время завоевал титул обладателя Кубка Италии, становился обладателем Кубка Митропы.
С 1994 по 2003 год играл в составе команд клубов «Милан», «Реджана», «Бари», «Канн», «Монтеварки», «Пиза» и «Ареццо». В составе «Милана» добавил в перечень своих трофеев титул чемпиона Италии.
Завершил профессиональную игровую карьеру в нижнелиговом клубе «Альянезе», за команду которого выступал на протяжении 2003—2004 годов.

## Выступления за сборные
В 1988 году вызывался в юношескую сборную Италии.
В течение 1989—1992 годов привлекался к составу молодёжной сборной Италии. На молодёжном уровне сыграл в 18 официальных матчах и забил 2 гола.
В 1992 году защищал цвета олимпийской сборной Италии. В составе этой команды провёл 5 матчей. В составе сборной — участник футбольного турнира на Олимпийских играх 1992 года в Барселоне.

## Титулы и достижения
- Обладатель Кубка Италии (1):

«Торино»: 1992/93
- Чемпион Италии (1):

«Милан»: 1995/96
- Обладатель Суперкубка Италии по футболу (1):

«Милан»: 1994
- Обладатель Суперкубка УЕФА (1):

«Милан»: 1994
- Обладатель Кубка Митропы (1):

«Торино»: 1991